# Iraklis Thessaloniki (Volleyball)
Iraklis Thessaloniki VC (griechisch Ηρακλής Θεσσαλονίκη ΤΑΠ) ist die Volleyballabteilung des renommierten griechischen Sportvereins Iraklis Thessaloniki. Die Mannschaft spielt in der höchsten Spielklasse Griechenlands.

## Geschichte
Die Volleyballmannschaft von Iraklis wurde im Jahr 1921 gegründet. Die Abteilung zählt zu den erfolgreichsten des Vereines. Erstklassig spielte der Verein bis 1982. Mit sofortigem Wiederaufstieg war die Abstinenz aus der ersten Liga aber nur von kurzer Dauer.
Den ersten Erfolg feierte man 2000 mit dem Gewinn des 1980 eingeführten Ligapokals. Als Vizemeister traf man im Finale auf den amtierenden Meister Olympiakos Piräus, welchen man in 3:0 Sätzen (25–20, 25–21, 25–21) bezwingen konnte. Selbige Paarung war auch das Finale im Folgejahr, jedoch gelang es nicht den Titel zu verteidigen. Auch ein Jahr später gelang der Einzug ins Finale. Diesmal stellte man sich dem Lokalrivalen Aris, welchen man in 3:1 Sätzen (25–20, 25–27, 25–19, 25–19) schlagen konnte. Der zweite Pokalsieg stellte aber nicht den Höhepunkt der Saison. Iraklis gelang es zum ersten Mal in seiner Vereinsgeschichte sich zudem die Griechische Meisterschaft zu sichern. Gekrönt wurde das ganze durch den dritten Platz in der Champions League. Allerdings verpasste man durch die Niederlage im Halbfinale gegen Lube Macerata bei den Final Four in Opole Polen, in einem rein griechischen Finale auf Ligakonkurrenten Olympiakos Piräus zu treffen.
Die Erfolgsgeschichte des Vereines wurde fortgeschrieben. Die Paarungen im Finale des Ligapokals 2004 und 2005 sollten wieder Iraklis gegen Olympiakos heißen. Beide Male setzte man sich gegen den Verein aus Piräus durch. Selbige Paarung war auch die des Finales der Playoffs 2004/05 um den Meistertitel. Iraklis sicherte sich durch seinen zweiten Meistertitel erneut das Double. Eine perfekte Saison verhinderte nur die Niederlage im Finale der Champions League gegen Tours Volley-Ball, denen man mit 1:3 Sätzen unterlag.
Den Makel vom Vorjahr wollte man in der Saison 2005/06 korrigieren. Die Mannschaft erreichte das Finale des Ligapokals, der Playoffs um die Griechische Meisterschaft und dass der Champions League. Im Pokalfinale, welches in jenem Jahr in Amaliada ausgetragen wurde, schlug man Panathinaikos Athen und erspielte sich den dritten Pokal in Folge und den fünften insgesamt. Im Meisterschaftsendspiel hieß der Gegner ebenfalls Panathinaikos, die man aber diesmal nicht bezwingen konnte. Auch im Finale der Königsklasse setzte es eine Niederlage. Sisley Treviso besiegte in Rom, den Club mit 3:1 Sätzen.
Iraklis verlor aber nicht an Dominanz, die Griechische Meisterschaft sowie deren Titelverteidigung in den Spielzeiten 2006/07 und 2007/08 gingen an den Volleyballklub aus Thessaloniki. Ebenfalls erreichte man das in Prag ausgetragene Finale der Champions League, unterlag aber Trentino Volley. Der Erfolgstrainer Alekos Leonis unter dem man bisher alle Titel des Vereines erspielte, verließ zu jener Zeit den Verein. An Iraklis hinterließ das seine Spuren. Es folgten einige Spielzeiten ohne Titel. Auch wenn man 2011/12 das Double durch Meisterschaft und Pokal noch sicherte, konnte der Iraklis VC es nicht verhindern bereits in der Folgesaison abzusteigen. Zur Saison 2015/16 gelang die erneute Rückkehr ins Oberhaus.

## Platzierungen
Endplatzierungen in der höchsten Spielklasse seit der Saison 1990/91
| Saison        | 91 | 92 | 93 | 94 | 95 | 96 | 97 | 98 | 99 | 00 | 01 | 02 | 03 | 04 | 05 | 06 | 07 | 08 | 09 | 10 | 11 | 12 | 13 | 14 | 15 | 16 | 17 | 18 | 19 |
| ------------- | -- | -- | -- | -- | -- | -- | -- | -- | -- | -- | -- | -- | -- | -- | -- | -- | -- | -- | -- | -- | -- | -- | -- | -- | -- | -- | -- | -- | -- |
| Platzierungen | 7  | 4  | 7  | 8  | 7  | 6  | 8  | 6  | 2  | 2  | 2  | 1  | 2  | 3  | 1  | 2  | 1  | 1  | 4  | 8  | 2  | 1  | 12 | -  | -  | 10 | 8  | 5  | 7  |

## Erfolge
- Griechische Meisterschaft:5

2002, 2005, 2007, 2008, 2012
- Griechischer Pokal:6

2000, 2002, 2004, 2005, 2006, 2012
- Final Four Champions League:5

2002, 2004, 2005, 2006, 2009